# Böyük Alagöl
Böyük Alagöl är en sjö i Azerbajdzjan.   Den ligger i distriktet Kəlbəcər Rayonu, i den västra delen av landet, 400 km väster om huvudstaden Baku. Grosser-Ala-Gel ligger 2 725 meter över havet. Arean är 3,7 kvadratkilometer. Den sträcker sig 3,1 kilometer i nord-sydlig riktning, och 2,5 kilometer i öst-västlig riktning.
Trakten runt Grosser-Ala-Gel består i huvudsak av gräsmarker. Runt Grosser-Ala-Gel är det ganska glesbefolkat, med 27 invånare per kvadratkilometer.